# ماسون براون
ماسون براون (بالإنجليزية: Mason Brown)‏ هو سياسي أمريكي، ولد في 10 نوفمبر 1799، وتوفي في 27 يناير 1867، ودفن في مقبرة فرانكفورت في كنتاكي، والتي ساعد في إنشائها عام 1844.